# Gaza (stad)

Kaart van de Gazastrook

Gaza (Arabisch: Ghaza - غزة) is de belangrijkste stad in de Gazastrook. De stad wordt meestal aangeduid als Gaza-Stad ter onderscheiding van de naam Gaza die vaak wordt gebruikt voor de hele Gazastrook. De Gazastrook valt sinds 1995 formeel onder zelfbestuur van de Palestijnse Autoriteit, maar wordt na verkiezingen in 2007 bestuurd door Hamas. Sindsdien is de gehele Gazastrook door Israël militair geblokkeerd.
In de jaren 2000-2005 viel het Israëlische leger geregeld de stad Gaza binnen, met name de wijk Zetoun. Hier zouden zich volgens het Israëlische leger veel illegale werkplaatsen bevinden waar munitie of wapens gemaakt werden, waaronder Qassamraketten die geregeld op Israëlische steden en dorpen werden afgevuurd.
In Gazastad bevindt zich de Sint Porphyriuskerk, die gebouwd werd in de jaren 50 en 60 van de twaalfde eeuw. In het jaar 425 was op dezelfde plek al een kerk gebouwd, die in de zevende eeuw werd herbestemd tot moskee. De Sint Porphyriuskerk was het oudste nog in gebruik zijnde christelijke gebedshuis in Gaza, en het derde-oudste in de wereld. In oktober 2023 werd een van de drie gebouwen bij een Israëlische luchtaanval vernietigd, waarbij minstens 16 tot 18 Palestijnse vluchtelingen werden gedood. In juli 2024 werd de kerk bij een luchtaanval opnieuw door een raket getroffen, waarbij de schade beperkt bleef omdat deze niet tot ontploffing kwam.
In Gaza bevindt zich ook de zogenaamde Martelarenbegraafplaats, de begraafplaats waar al eeuwenlang inwoners worden begraven, die gestorven zijn in oorlogen om de stad.

## Oorlog vanaf 2023
Tot aan de Oorlog in Gaza vanaf 2023 was Gaza de dichtstbevolkte stad in de Gazastrook met meer dan 700.000 inwoners. In die oorlog werd de bevolking tijdens de bombardementen door het Israëlisch defensieleger Israël herhaaldelijk verdreven naar door Israël aangewezen zones in het zuiden waar ze 'veilig' zouden zijn. De stad Gaza is door de hevige bombardementen van Israël verwoest en onherstelbaar beschadigd.

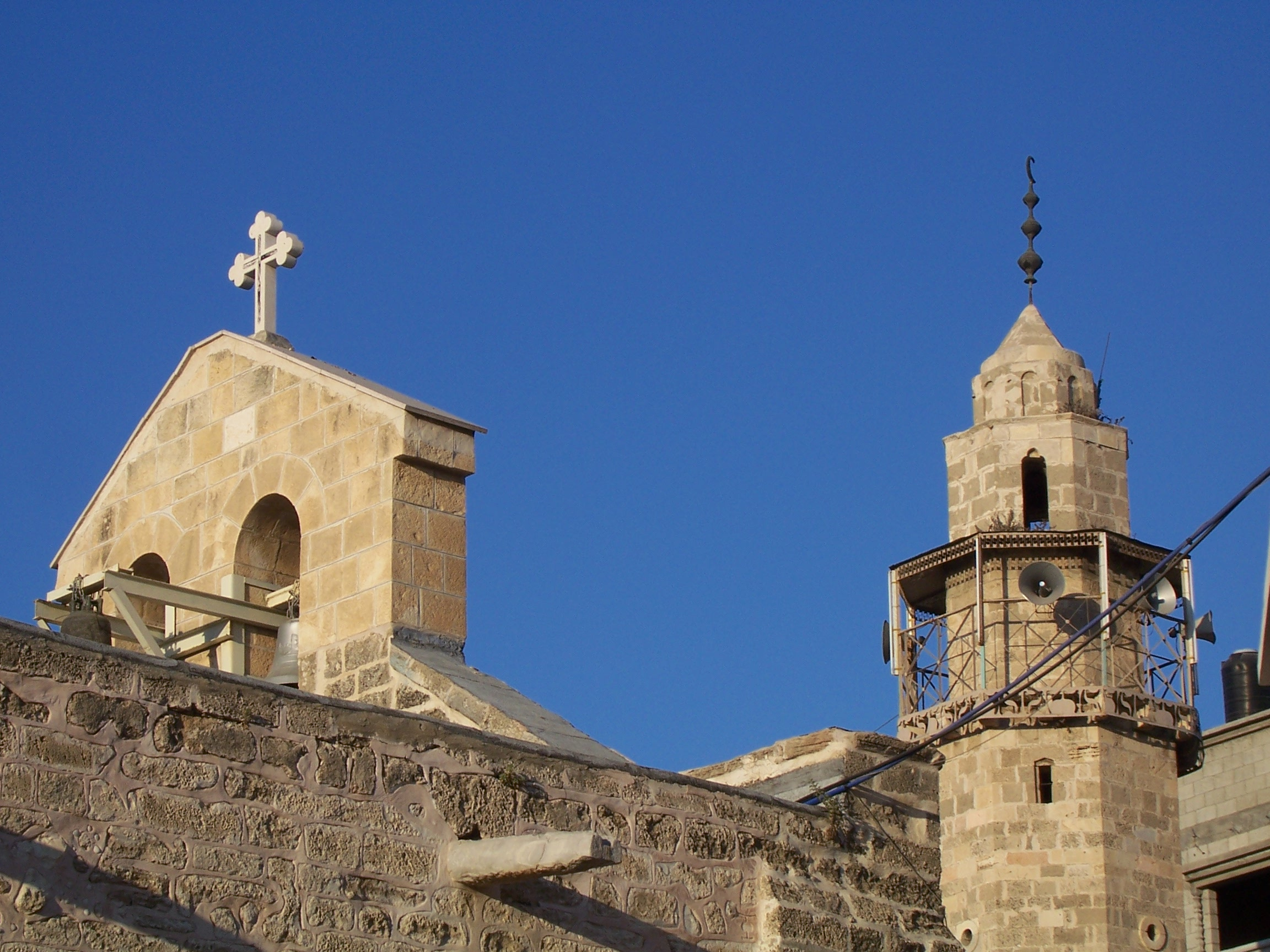
De kerk van Sint Porphyrius en de minaret van de katob al-Wilaya Moskee in het historische centrum van Gaza, 2005
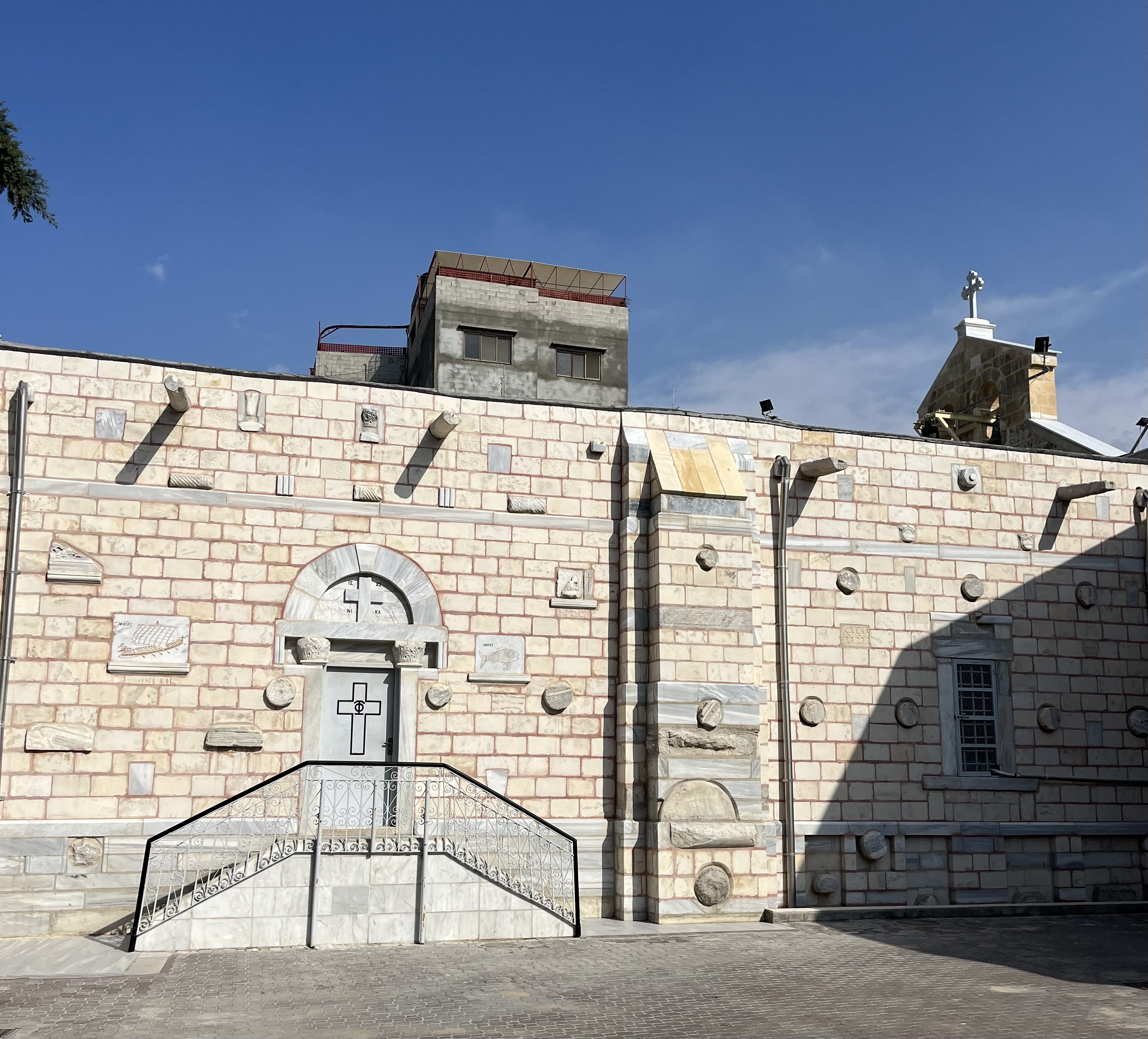
Sint Porphyrius Kerk in Gazastad, 2022
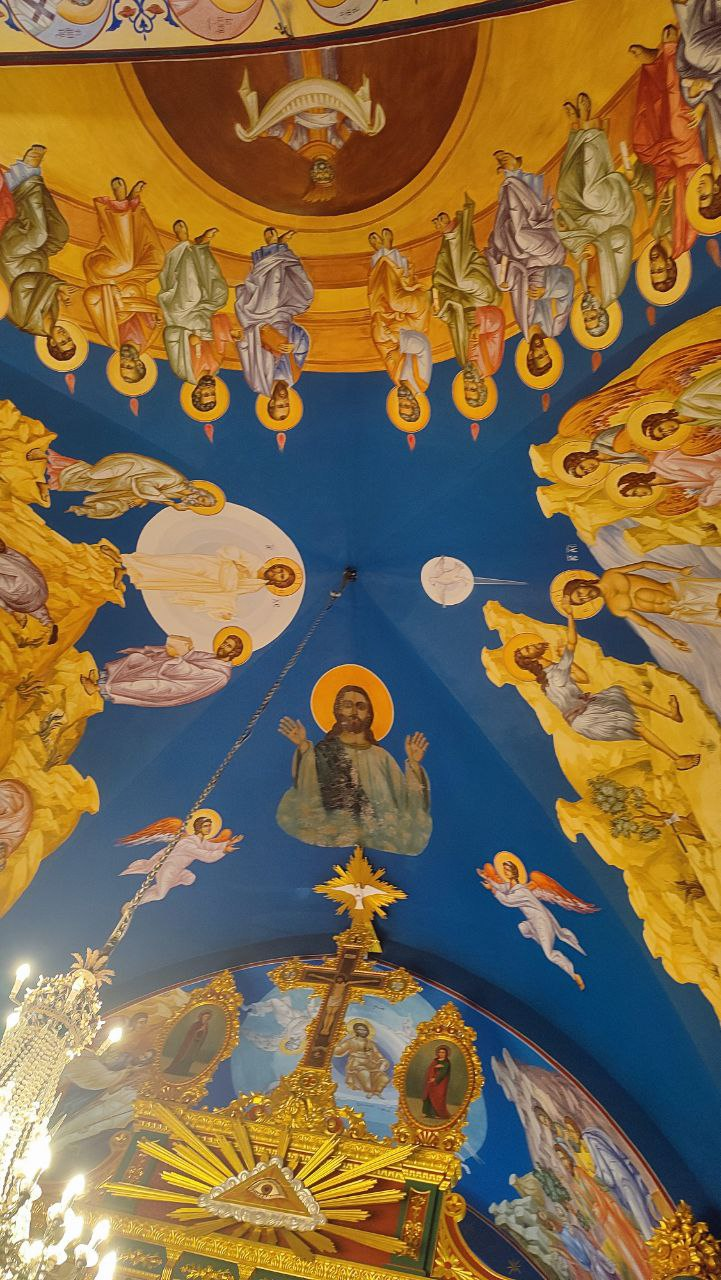
Sint Porphyrius Kerk in de Gaza-oorlog 2023-2025. Byzantijnse architectuur, met enige aanpassingen gedurende de eeuwen.

Op 17 juli 2025 werd de enige katholieke kerk, de Kerk van de Heilige Familie, door het Israëlische leger gebombardeerd. Op dat moment schuilden er zo'n 600 ontheemde en gewonde Gazanen en kinderen in de kerk. Er werden 3 mensen gedood en er vielen verscheidene gewonden. Paus Leo XIV riep op tot een onmiddellijk 'staakt het vuren' en sprak de hoop uit op een duurzame vrede in de regio.

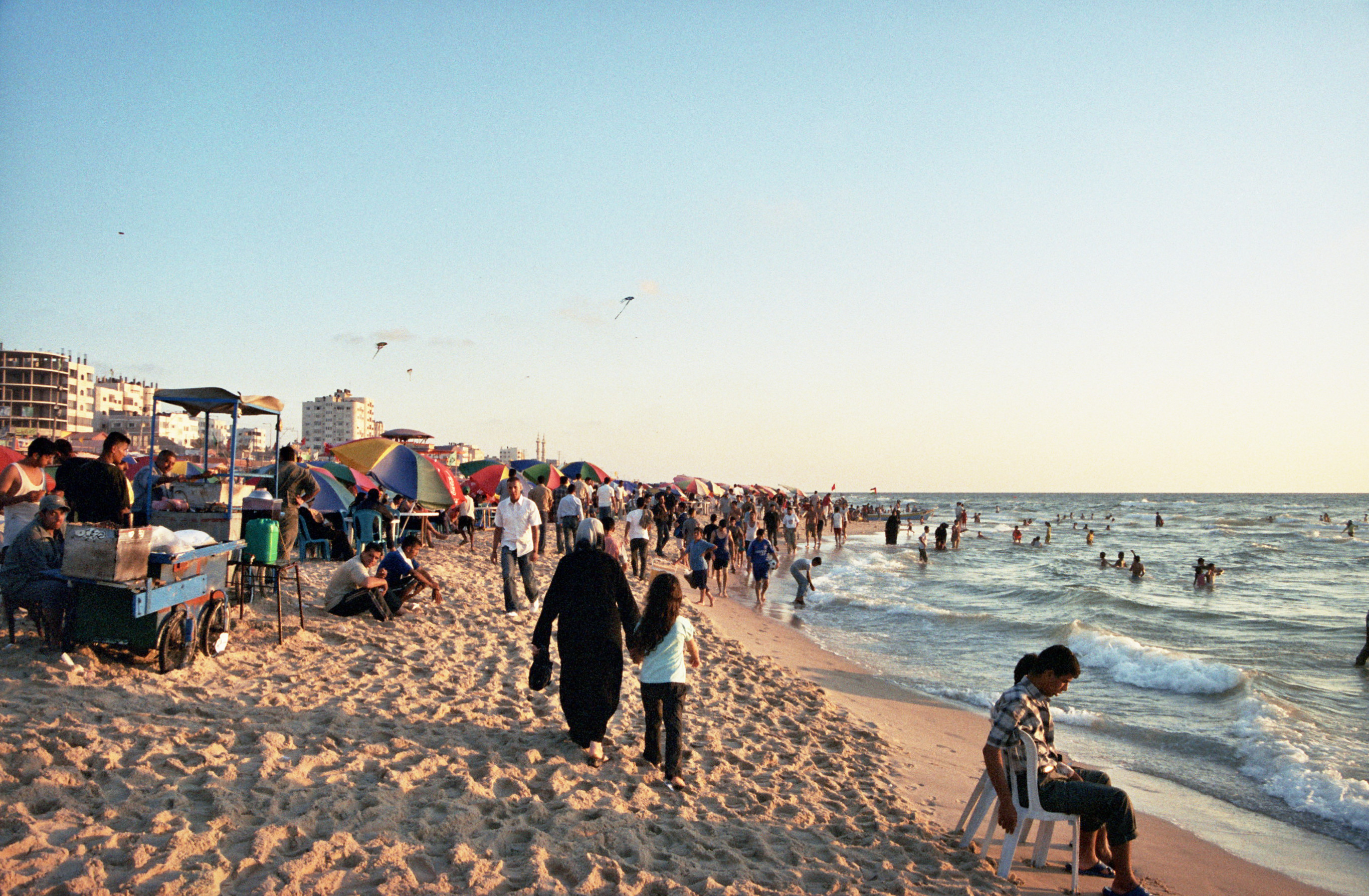
Strand van Gaza

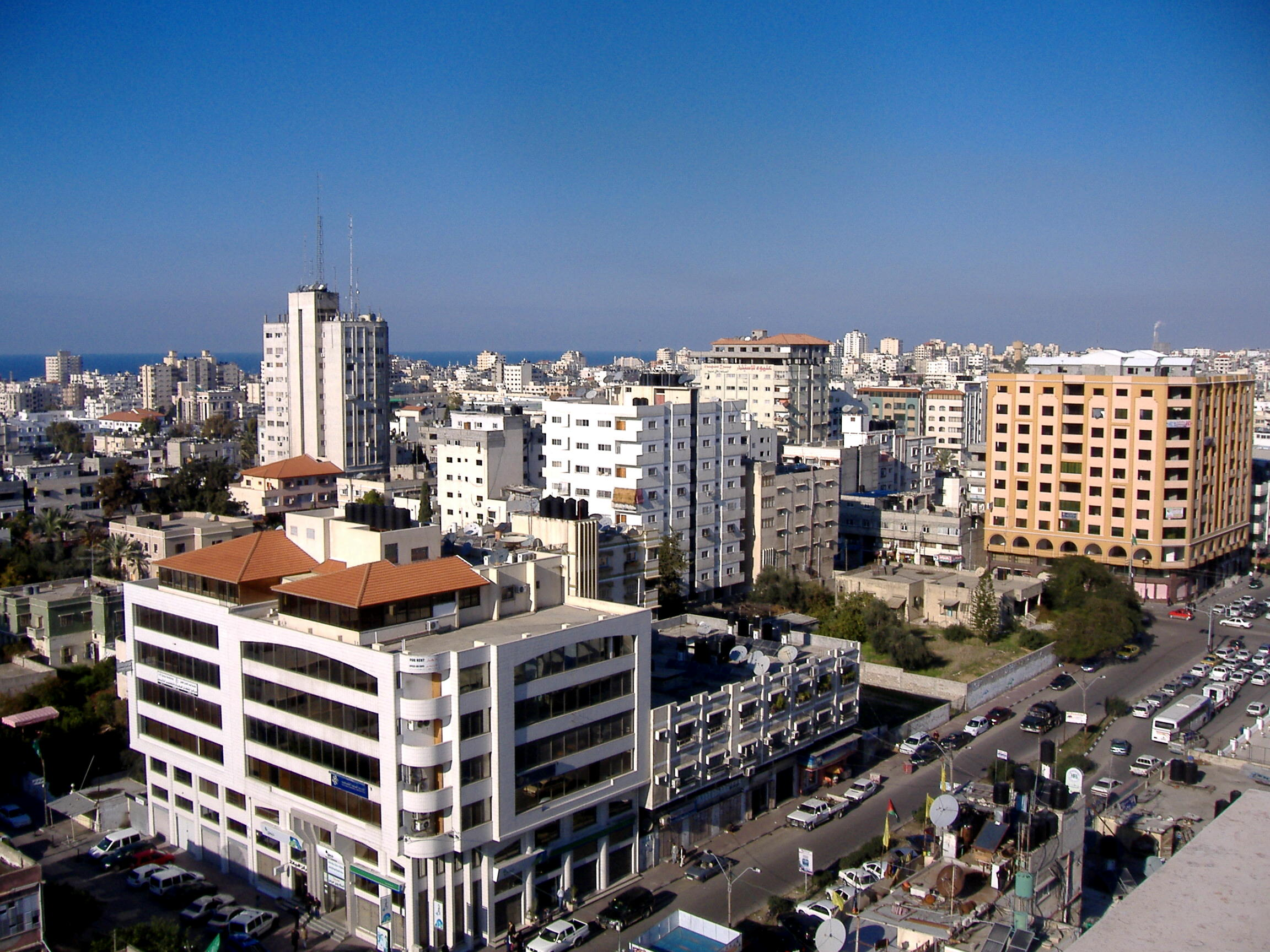
Gezicht op Gaza in 2007

## Stedenbanden
- Barcelona (Spanje)
- Cascais (Portugal)
- Tabriz (Iran)
- Tromsø (Noorwegen)

## Vroege geschiedenis

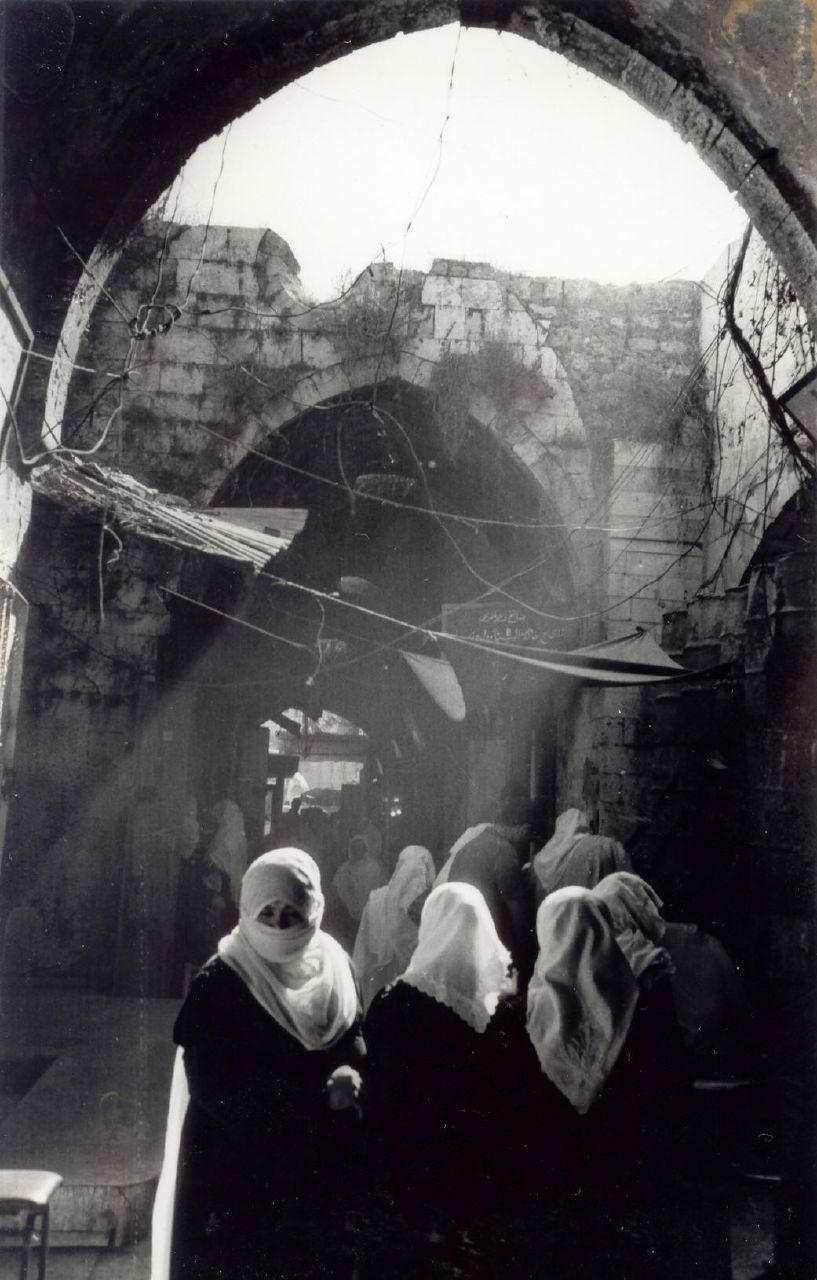
De Qissariyamarkt in Gaza-Stad, 2006

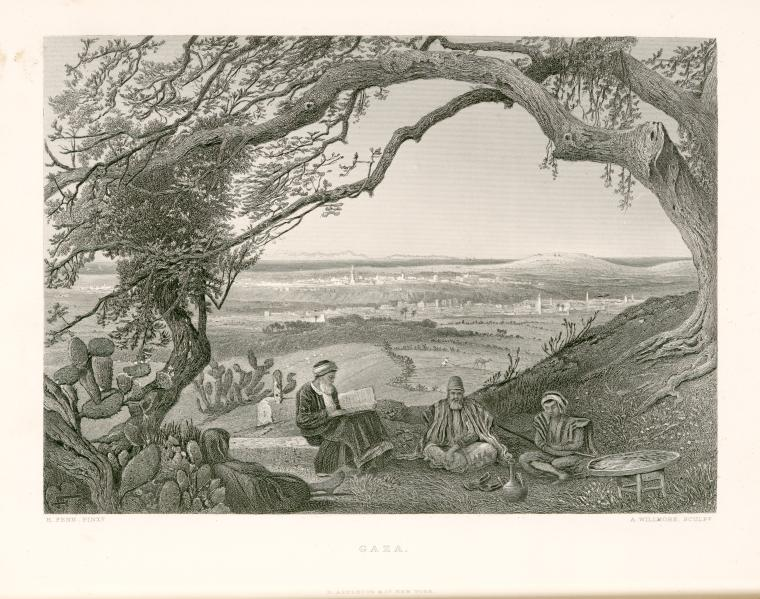
Gezicht op Gaza omstreeks 1880

### Late bronstijd onder Egypte
Gaza heeft een zeer lange geschiedenis; de eerste referentie naar de (oude) stad kwam van de Egyptische farao Thoetmosis II in de 15e eeuw v.Chr.. Onder Achnaton werd rond 1400 v.Chr. het Kanaänitisch gebied ingedeeld in drie Egyptische hoofdprovincies: twee in Syrië en een in het latere Palestina met Gaza als hoofdstad. Egypte werkte met functionarissen ter plaatse uit eigen streek. In de 12e eeuw v.Chr. was Gaza een van de bekendste Filistijnse steden van de Pentapolis samen met Askelon, Asdod, Ekron en Gath. Deze welvarende liga stond in die tijd onder leiding van een seren (opperhoofd).

### Vroege ijzertijd onder Egypte
In 1187 v.Chr. deden de Zeevolken, waaronder de P-r-s-t, de Filistijnen, een poging Egypte binnen te vallen. Bij tegenaanvallen van de farao werd het gedeelte van het oude Kanaän dat later Israël en Judah zou worden vernietigd. In Medinet Habu zijn daar inscripties van Ramses III over te vinden. Later mochten deze volken (Filistijnen, Tjekker en mogelijk ook Denyen) zich aan de kustweg vestigen ("De weg van de Filistijnen"). Gaza, Ashdod, Ekron, Gath en Ashkelon vormden samen de Pentapolis, de vijf bekendste Filistijnse steden. Deze vijf steden vormden een liga onder leiding van een seren (opperhoofd). Ze vertonen een archeologisch verband met de Myceense cultuur. Zij namen de lokale Kanaänitische cultuur aan, maar er blijkt ook Indo-Europese invloed uit een aantal Filistijnse woorden.
In 1150 v. Chr leidden interne strubbelingen in Egypte tot terugtrekking van hun garnizoenen uit Beth Shean, de Jordaanvallei, Megiddo en Gaza.

### Bijbelse of midden-ijzertijd onder Assyrië
In 734 v.Chr. vormde Pekach, de koning van Israël, een coalitie met Damascus, Ammon, Moab, Edom en enkele oude Filistijnse stadstaten tegen de Assyrische koning Tiglatpileser III, die een garnizoen legerde in Gaza.
In 670 v.Chr. werd Yurza, een Kanaänitische stad (nu Tell Jemmeh), tien kilometer ten zuiden van Gaza, op de zuidelijke oever van de Besor-rivier, veroverd en ingenomen door de Assyrische koning Esarhaddon op weg om Egypte te veroveren. Hij noemde Gaza "Arsa bij de beek van Egypte". Gedurende het grootste deel van de zevende eeuw v.Chr. bleef Gaza een belangrijk Assyrisch administratief centrum. Het werd na de val van Assyrië (612) en enkele jaren van verwarring, overgenomen door de Babyloniërs en, na 539, de Perzen.

### Hellenistische periode

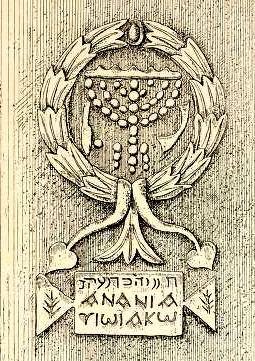
Hergebruikt bas-reliëf (nu vernietigd), gevonden in 1870 op de Grote Moskee, voorheen de Kruisvaarderskerk van Gaza, die een menora voorstelt met aanduidingen in het Hebreeuws en Grieks.

Alexander de Grote veroverde de stad op de Perzen in het najaar van 332 v.Chr. Hij doodde de laatste Perzische garnizoenscommandant persoonlijk. Na Alexanders eigen dood in 323v. Chr was het gebied omstreden tussen zijn opvolgers, de Diadochen. Ptolemaeus I en Seleucus I Nicator versloegen bij Gaza in 312 v.Chr. Demetrius Poliorcetes, de zoon van Antigonus I Monophthalmus. Tot 200 behoorde de stad tot het Ptolemaeïsche Rijk, daarna tot het Seleucidische.
In 145 v.Chr. werd Gaza veroverd door Jonathan Makkabeüs, een van de vier broers van Judas Makkabeüs. Volgens Flavius Josephus werd Gaza omstreeks 100 v.Chr., toen een havenstad van het koninkrijk der Nabateeërs, op hun koning Aretas II veroverd door Alexander Jannaeus; een tiental jaren later werd de stad echter weer door de Nabatese koning Obodas I heroverd. Alexander Jannaeus wist Obodas' zoon Aretas III echter te verslaan en de kust te veroveren. Hij hield wreed huis in Gaza.

### Romeinse periode
Gaza werd helemaal herbouwd in de tijd van Herodes I en cadeau gedaan aan Livia, de vrouw van keizer Augustus. Later maakte de stad deel uit van de provincie Judaea, die na de Bar Kochba-opstand (132-136) werd omgedoopt tot Palaestina.

### Middeleeuwen
Het werd in 635 veroverd door de islamitische Arabieren, en in de 12e eeuw werd de stad dan weer door de kruisvaarders veroverd en vervolgens heroverd door de Arabieren onder leiding van Saladin in 1187.
Het Turkse Ottomaanse Rijk veroverde Gaza in de 16e eeuw en bleef de stad onder haar controle houden tot de Eerste Wereldoorlog, met een korte onderbreking in 1799 toen Napoleon Bonaparte de stad veroverde als onderdeel van zijn expeditie naar Egypte.

### 1917-1967
In de Slag van Gaza van november 1917 versloeg het Britse leger onder generaal Edmund Allenby de Ottomanen. In het verdelingsplan (Resolutie 181, 1947) van de Verenigde Naties werd Gaza toegewezen aan de Arabieren. Echter, tijdens de Arabisch-Israëlische Oorlog van 1948 werd Gaza veroverd en bezet door Egypte. In de Zesdaagse Oorlog van 1967 werd de stad door Israël veroverd en bezet.